# 富直柔
富直柔（1084年—1156年），字季申，南宋大臣，西京河南府洛阳县（河南省洛阳市）人，宰相富弼之孙，富绍庭的儿子。
富直柔以父荫补官。年少时聪明过人，有才名。靖康初年，晁说之认为他的文章杰出，推荐给宋欽宗，召赐同进士出身，担任秘书省正字。建炎二年（1128年），宋高宗召近臣推举所信任的人，礼部侍郎张浚推荐富直柔。下诏任命他为著作佐郎，不久担任礼部员外郎、起居舍人，升迁为右谏议大夫。范致虚以贬官被召入朝廷，富直柔力谏范致虚不当再用，于是出知鼎州。升迁为给事中。
医官、团练使王继先以高宗推恩转任防御使，依法当回授，得旨特换武功大夫。富直柔议论道：“王继先以计换授，换授之后，转行官资，授任差遣，更没有阻碍。而且武功大夫只有战功、历边任、有材能勇武之人可以升任，不可以轻授。”宋高宗对宰相范宗尹说：“这次任命出自朕意。现在富直柔抗论，朕愿屈意听从，以伸直言之气。”
建炎四年（1130年），转任御史中丞。富直柔请罢右司侯延庆，以苏迟代替他，宋高宗说：“台谏以拾遗补过为职，不应当推荐某人为某官。”于是侯延庆改任礼部员外郎，而苏迟为太常少卿。
十月，担任端明殿学士、签书枢密院事。先例，签书有以员外郎担任的，而没有三丞担任的。中书说不是旧典，当时富直柔为奉议郎，特升为朝奉郎。从此寄禄官三丞升任除二府之人，升迁为员外郎，从富直柔开始，遂以为例。
绍兴元年（1131年），诏命礼部太常寺讨论隆祐太后册礼，范宗尹说：“太母前后被废斥，实际是章惇、蔡京的主意，人们都知道不是哲宗、徽宗二圣之过。”富直柔说：“陛下推崇隆祐太后，天下以为应当，然而人们也不以为不是哲宗与太上皇之意，愿陛下不要再疑虑。”然后命礼官讨论典礼。既而王居正说：“太后隆名定位，元符年间已经确定，应该用钦圣皇后诏命，奏告天地宗庙，典礼不须讨论。”于是定议。
高宗无子，上虞县丞娄寅亮上书谈到宗社大计，想要选宋太祖诸孙“伯”字辈以下有贤德的人视为亲王，使他们为官治民，也作为皇储备选，以待皇嗣出生，退回藩服。疏上，宋高宗大叹感悟，富直柔同意推荐，召赴行在，担任监察御史。于是赵伯琮封为普安郡王，后来得以被立为皇子、皇太子并继位为宋孝宗，是因为娄寅亮之言。
担任同知枢密院事。侍御史沈与求弹劾富直柔附会辛道宗、辛永宗兄弟得以进位，又弹劾他所推荐右司谏韩璜。之前，富直柔曾经在皇帝面前揭发吕颐浩的短处，吕颐浩与秦桧都忌恨他，于是二人一起罢免，韩璜贬为监浔州酒税，富直柔以本官提举洞霄宫。
绍兴六年（1136年），为生母丁忧。起复为资政殿学士、知镇江府，推辞不去。起知衢州。以错判死罪，落职奉祠。不久复端明殿学士。徜徉山水，放意吟诗，与苏迟、叶梦得等人交往，在家中寿终。

## 延伸阅读
[在维基数据编辑]
 《宋史·卷375》，出自脱脱《宋史》